# Liselotte Thomamüller
Liselotte Thomamüller (* 1. November 1908 als Lottchen Elisabeth Mayer in Mannheim; † 24. Juni 1988 in Bremen) war eine deutsche Opernsängerin (Sopran).

## Biografie

### Herkunft, Ausbildung und Ehen
Thomamüller (der Name stammt von ihrem zweiten Ehemann, einem Bremer Arzt), geborene Mayer und verheiratete Bröcheler, besuchte die Liselotteschule in Mannheim.
1928 lernte sie den Musiker Emil Trautmann kennen und heiratete ihn. 1929 wurde ihr Sohn Fred Trautmann (1929–1976) geboren. Erst 1932 begann sie mit einer Gesangsausbildung bei Max Scholl an der Musikhochschule in Mannheim. Sie debütierte 1936 unter ihrem Ehenamen Trautmann am Stadttheater Koblenz in der Rolle der Leonora de Vargis in Giuseppe Verdis „Die Macht des Schicksals“.
1938 wurde sie als erste hochdramatische Sopranistin als Mitglied des Opernensembles am Theater Bremen engagiert. Nach der Trennung von Trautmann heiratete sie 1941 den Bremer Arzt Dr. Franz Ludwig Thomamüller. Nach Thomamüllers Tod schloss sie eine dritte Ehe mit dem Heldenbariton Caspar Bröcheler (1911–1983), der ebenfalls ab 1938 bis 1980 am Bremer Theater engagiert war.
Gegen Ende des Zweiten Weltkrieges wurde sie dienstverpflichtet und arbeitete im Büro der Rolandwerft. Zusammen mit Bröcheler organisierte sie nach Kriegsende in ihrem Wohnhaus in Bremen in der Straße Außer der Schleifmühle Nr. 74 erste Aufführungen; der Bremer Senat stellte hierfür alte Bunkerbänke zur Verfügung. Beide suchten eine wenigstens notdürftig bespielbare Spielstätte, die sich dann in einer Turnhalle in der Bremer Neustadt in der Delmestraße fand. Später konnte auch das Konzerthaus Die Glocke genutzt werden.

### Gesangsrollen
Thomamüller sang u. a. die Donna Anna in Mozarts Don Giovanni, die Martha in „Tiefland“, die Leonore in Beethovens „Fidelio“, die Marschallin im „Rosenkavalier“, die Strauß'sche Elektra u. a. und wurde Bremens bekannteste Primadonna.
Nach dem Zweiten Weltkrieg sang sie u. a. die Elektra in der Oper Elektra von Richard Strauss, als Ortrud in Lohengrin und als Brünnhilde in Der Ring des Nibelungen von Richard Wagner sowie in anderen Wagneropern wie Tristan und Isolde, Parsifal und Die Meistersinger sowie 1954 in Die Zauberin von Tschaikowsky. In der Spielzeit 1968/69 sang sie in Kurt Hübners Bremer Inszenierung auch in Brechts Die Dreigroschenoper.
In Bremen war ihr Partner oftmals ihr Ehemann Caspar Bröcheler als Heldenbariton.

### Wirkungsorte
Neben ihrem Bremer Engagement war sie ab 1951 drei Jahre lang bei den Bayreuther Festspielen (u. a. 1951 bis 1953 als Helmwige in Die Walküre (1951 unter Herbert von Karajan)) verpflichtet sowie jahrzehntelang parallel an der Hamburgischen Staatsoper. Weitere Wirkungsorte waren Genua, Kaiserslautern und Mannheim.
Als altersbedingt ihre stimmlichen Kräfte nachließen, setzte sie ihr faszinierendes Theatertemperament auch für kleinere Rollen und für die Operette ein. Sie trat noch bis Anfang der 80er Jahre auf, arbeitete danach weiter als Stimmbildnerin am Bremer Theater.

## Ehrungen
- 1950 wurde sie zur Kammersängerin in Bremen ernannt.
- Am 14. Januar 1977 wurde sie mit der Senatsmedaille für Kunst und Wissenschaft der Freien Hansestadt Bremen ausgezeichnet zs. mit Carsten Bröcheler.
- 1982 wurde sie Ehrenmitglied vom Bremer Theater.